# Iridomyrmex discors
Iridomyrmex discors es una especie de hormiga del género Iridomyrmex, subfamilia Dolichoderinae. Fue descrita científicamente por Forel en 1902.
Se distribuye por Australia. Se ha encontrado a elevaciones de hasta 1050 metros. Vive en bosques abiertos, arbustos y zonas urbanas.